# Тупкараган (півострів)
Тупкарага́н (Тюб-Караган; каз. Түпқараған Түбегі) — півострів на заході Казахстану. Розташований на північному заході більшого півострова Мангистау.
Півострів з півночі, заходу та півдня омивається водами Каспійського моря, на сході з'єднаний з материком перешийком шириною 36 км. На півночі омивається Мангистауською затокою, неподалік берега розташовані острови Тюленячі.
Смугою основи є пряма від мису Султанапа на півночі в затоці Сариташ більшої Мангистауської затоки на південний захід до колишнього села Саура. Довжина 65 км, ширина 35-37 км.
Крайня південно-західна точка — мис Урдек, північно-західна — мис Тупкараган, на півночі виділяються також миси Каракудук, Багаржик, Жигилган, Зелений та Ащимурин.
Рельєф рівнинний, похилий на південь. На півночі висоти перевищують 150 м, на півдні — 60-80 м. Максимальна точка знаходиться в основі півострова — 203 м. Північно-західний та північний береги стрімкі, круто обриваються до моря.
Природа напівпустельна, рослинність бідна, рідка. Серед великих тварин поширені тюлені на північному березі та сусідніх Тюленячих островах.
| Казахстан | Це незавершена стаття з географії Казахстану. Ви можете допомогти проєкту, виправивши або дописавши її. |